# Горст Зонляйн
Горст Зонля́йн (нім. Horst Söhnlein; нар. 13 жовтня 1942, Зонненберг, Тюрингія, Німецька імперія — пом. 23 березня 2023) — німецький сценарист і політичний активіст, засуджений за підпал універмагів у Франкфурті-на-Майні, скоєний 2 квітня 1968 року разом із засновниками ліворадикальної терористичної організації «Фракція Червоної армії» (RAF).

## Життєпис
Народився 13 жовтня 1942 року у Тюрингії. У 1967 році разом із дружиною Урсулою Штрац заснував у Мюнхені «театр дії» (нім. aktion-Theater), діяльність якого пізніше продовжив Райнер Вернер Фассбіндер як антитеатр.
2 квітня 1968 року Зонляйн приєднався до Андреаса Баадера, Торвальда Пролля і Гудрун Енслін, разом із якими на знак протесту проти «геноциду у В'єтнамі» здійснив підпали універмагів у Франкфурті-на-Майні. Повернувшись до Мюнхена, Зонляйн розтрощив меблі, двері та реквізит заснованого раніше театру, оскільки вбачав у Фассбіндері конкурента і не хотів допустити захоплення сцени. Театр був тимчасово зачинений на ремонт.
Вже за два дні усі четверо були заарештовані. Усі учасники підпалу були визнані винними та засуджені до трьох років ув'язнення. У червні 1969 року тимчасово звільнені за амністією політичних в'язнів, проте вже в листопаді Федеральний конституційний суд Німеччини постановив повернути їх під варту. На відміну від своїх трьох спільників, що втекли до Парижа, Горст Зонляйн повністю відбув покарання.
Після звільнення з в'язниці Зонляйн працював сценаристом під псевдонімом Горст Фокс та під своїм реальним іменем.

## Фільмографія
- Місце злочину (нім. Tatort; 1981—2002, сценарист, 8 епізодів);
- Зуб за зуб (нім. Zahn um Zahn; 1985, сценарист);
- Слідчий (нім. Der Fahnder; 1986, сценарист, 1 епізод);
- Репортер (нім. Reporter; 1989, сценарист, 6 епізодів);
- Зачароване літо (нім. Ein verhexter Sommer; 1989, сценарист);
- Сльози прийшли разом з клоунами (нім. Mit den Clowns kamen die Tränen; 1990, сценарист);
- Проєкт «Сахара» (нім. Das Sahara-Projekt; 1993, сценарист, 4 епізоди);
- Бик з Тьольця (нім. Der Bulle von Tölz; 1996, сценарист, 1 епізод);
- Шиманський (нім. Schimanski; 1997—2007, сценарист, 6 епізодів);
- Телефон поліції — 110 (нім. Polizeiruf 110; 2000, сценарист, 1 епізод);
- Німецька юність (англ. A German Youth; 2015, актор[10]).